# Lakites
Lakites es un género de foraminífero bentónico de la familia Hippocrepinellidae, de la superfamilia Astrorhizoidea, del suborden Astrorhizina y del orden Astrorhizida. Su especie tipo es Lakites ordovicus. Su rango cronoestratigráfico abarca el Ordovícico inferior.

## Discusión
Clasificaciones previas incluían Lakites en la familia Dryorhizopsidae, así como en el suborden Textulariina del orden Textulariida.

## Clasificación
Lakites incluye a las siguientes especies:
- Lakites ordovicus